# Меерович, Марк Григорьевич
Марк Григорьевич Мееро́вич (19 июня 1956, Иркутск — 18 октября 2018, там же) — советский и российский архитектуровед и архитектор, доктор исторических наук, доктор архитектуры, профессор (с 2003), заслуженный архитектор России. Профессор Иркутского национального исследовательского технического университета (с 2004). Автор десятков монографий, напечатанных на русском, итальянском и немецком языках. Академик Международной Академии наук о природе и обществе. Участник и организатор более 65 всесоюзных и международных научных симпозиумов, конференций, конгрессов по проблемам проектирования. Эксперт РАН (с 2016), иностранный эксперт Китайской Народной Республики (2012—2014), эксперт образовательных программ Московской школы управления СКОЛКОВО (2015—2017), эксперт Общественной палаты Иркутской области (2010—2012). Член Общественной палаты Иркутска (с 2015 года). Член Градостроительного совета Иркутска (2018). Член-корреспондент РААСН.

## Биография
Марк Григорьевич Меерович родился 19 июня 1956 года в Иркутске. Внучатый племянник фольклориста М. К. Азадовского. В 1978 году окончил Иркутский политехнический институт. В 1984 году окончил Московский архитектурный институт и защитил кандидатскую диссертацию «Архитектурная типология как форма организации прикладных архитектурных знаний».
Во время стажировки в МАРХИ познакомился с Г. П. Щедровицким и другими участниками Московского методологического кружка и стал постоянным и активным участником семинаров Кружка. По возвращении в Иркутск организовал собственный методологический семинар. В 1980-х годах был активным участником организационно-деятельностных игр (ОДИ). Меерович считается автором графики рабочей схемы мыследеятельности, зарисованной на одной из первых ОДИ.
Марк Меерович поступил на работу в Иркутский политехнический институт в 1979 году, был соучредителем открытия новой специальности «Дизайн архитектурной среды» и преподавателем по специальности. С самого начала Марк Меерович активно формировал политику курса как методист курса и руководитель методологического семинара факультета, а также разработал курсовую программу для 3-4-5 курсов и руководство по выполнению дипломной научно-исследовательской работы. Среди подготовленных и читаемых им курсов: «Социальные основы архитектурного и градостроительного проектирования», «Основы теории архитектуры и градостроительства», «Жилые и общественные здания (новые подходы к проектированию на материале современной зарубежной проектной практики)», «Конструкции и пространство в органической архитектуре» и др. С 1999 по 2000 год он исполнял обязанности главного редактора по проекту «Сохранение биоразнообразия в России». С 2002 по 2011 год принимал участие в Международном байкальском зимнем градостроительном университете как эксперт, руководитель научных конференций и член оргкомитета. Являлся членом редколлегий ряда научно-исследовательских журналов: «Жилищные стратегии», «Innovative Project: научно-исследовательский архитектурный журнал», «Архитектурное наследство», «Архитектон: Известия вузов», «ПроектБайкал», в котором опубликовал свыше 70 статей.
В 2004 году защищает докторскую диссертацию по теме: «Социально-культурные основы осуществления государственной жилищной политики в РСФСР (1917—1941 гг.)». В 2009—2010 и 2015—2016 годы был председателем ГАК в Томском государственном техническом университете. В 2010 году был председателем отборочной комиссии Министерства культуры и архивов Иркутской области по оценке достижений в области культуры и искусства кандидатов, выдвинутых на соискание премии Губернатора Иркутской области. С 2010 по 2012 год был экспертом Общественной палаты Иркутской области. В 2016 году защитил докторскую диссертацию по теме "От городов-садов к соцгородам: основные архитектурно-градостроительные концепции в СССР (1917-первая половина 1930-х гг.).
Являясь главой Общественного совета при Службе по охране объектов культурного наследия Иркутской области отстаивал историческое наследие Иркутска.
Как архитектор-практик, Марк Меерович создал около 200 проектов, среди которых более 120 были реализованы и многократно экспонировались на выставках. В 2001 году он получил Гран-при на всероссийском конкурсе дизайна интерьера (GE Lighting, Союз Дизайнеров России) и был избран действительным членом Международной Академии наук о природе и обществе по отделению «Художественный и индустриальный дизайн».
В числе наиболее значимых проектов регенерация застройки исторического квартала № 130 квартала в г. Иркутске (соавторы Е. Григорьева, А. Макаров), отмеченная рядом премий, таких как Российская национальная профессиональная премия в области архитектуры «Хрустальный Дедал».
Скоропостижно скончался 18 октября 2018 года. Церемония прощания прошла в Сибэкспоцентре. В последний путь ученого проводили более 300 человек. Похоронен 21 октября на Еврейском Ново-Ленинском кладбище Иркутска.

## Ученики
Руководил дипломными работами учеников, которые 38 раз отмечались на различных конкурсах и фестивалях. Курсовые проекты 139 раз экспонировались смотрах и выставках. Марк Меерович вместе со своими учениками одиннадцать раз были лауреатами конкурсов-выставок «Молодость. Творчество. Современность». Подготовил 12 учеников, защитивших диссертации магистров, трёх кандидатов наук (А. Потапова, В. Лисицин, Я. Лисицина).

## Участие в международных конкурсах
Многократно участвовал в международных конкурсах. К примеру, проект «Вальдорфская школа в г. Иркутске с разработкой интерьера» был экспонирован в 1991 году на международном конгрессе «Восток-Запад»; а затем в 1992 году на симпозиуме в рамках международной акции «Караван культуры. Берлин-Улан-Батор» и на международном конгрессе «Человек и архитектура» в городе Ярна (Швеция).

## Профессиональные членства
- Академик Международной Академии наук о природе и обществе[17];
- Член-корреспондент Российской Академии Архитектуры и Строительных наук[18] (с 2009 года);
- Член-корреспондент Международной Академии архитектуры[18];
- Член Московского методологического кружка (1978 по 1984)[18];
- Член методологического Совета Иркутского политехнического института[18];
- Член художественного совета Иркутска (2002—2003)[18];
- Член комиссии Министерства культуры и архивов Иркутской области по присвоению Премии губернатора Иркутской области в культуры и искусства (2007—2009)[18];
- Член правления Иркутской региональной организации Союза Дизайнеров России (1999—2002)[18];
- Член правления Иркутской региональной организации Союза Архитекторов России[18] (2000—2011);
- Член Градостроительного совета при Губернаторе Иркутской области (2010—2012)[18];
- Член УМО специальности «Дизайн архитектурной среды» в Хабаровском государственном техническом университете в качестве председателя ГАК (2001—2003)[18];
- Член рабочей группы Министерства культуры и архивов Иркутской области по государственной символике и атрибутике (2009)[18];
- Член Научно-методического Совета по сохранению объектов культурного наследия (памятников истории и культуры) народов Российской Федерации в Иркутской области при Службе по охране объектов культурного наследия Иркутской области (2009—2010)[18];
- Член экспертного научно-творческого Совета по регенерации исторической застройки квартала № 130 г. Иркутска (2011)[14];
- Член Всероссийского учебно-методического совета по специальности «Дизайн архитектурной среды»[18] (2000—2006);
- Член коллегии Проектного офиса мэрии Иркутска по реализации приоритетного проекта «Формирование комфортной городской среды» (с 2018);
- Член Общественной палаты Иркутска (с 2015, заместитель председателя (с 2017)[19]);
- Руководитель комиссии «Городская среда»[20] (с 2016);
- Председатель Общественного совета при Службе по охране объектов культурного наследия Иркутской области (с 2016)[21];
- Член Союза архитекторов России[18];
- Член Союза дизайнеров России[18].

## Награды и премии
Неоднократный дипломант, лауреат, призёр выставок, конкурсов, смотров-конкурсов, фестивалей. Среди них:
- Заслуженный архитектор России (9 января 2012) — за заслуги в области архитектуры и многолетнюю добросовестную работу[22]
- Ветеран труда[18];
- Почетный работник Высшей школы РФ[18];
- Гран-при на всероссийском конкурсе дизайна интерьера (GE Lighting, Союз Дизайнеров России; 2001);
- Медаль имени Павла Третьякова «За развитие культуры и искусства» (2002)[18];
- Почётный знак Международной Академии наук о природе и обществе «За заслуги в развитии науки и экономики» (2002)[18];
- Почетная медаль Международной Академии наук о природе и обществе им. Петра Великого «За заслуги в деле возрождения науки и экономики России» (2005)[18];
- Почётный работник высшего профессионального образования Российской Федерации (2005)[18];
- Знак профессионального стандарта «Высокий дизайн» (2006)[18];
- Медаль Союза Архитекторов России «За преданность содружеству зодчих» (2008)[18];
- Медаль Российской Академии Архитектуры и Строительных наук за лучшие научные и творческие работы (2009)[18];
- Медаль Союза архитекторов России им. Андрея Владимировича Иконникова «За выдающийся вклад в архитектурную науку» (2010)[18];
- Гран-при Международного фестиваля «Зодчество-2010»[23];
- Лауреат Национальной премии в области архитектуры и градоустройства «Хрустальный Дедал» за проект планировки «Комплексная регенерация исторического квартала № 130 в г. Иркутске» (в составе авторского коллектива) (2010)[14];
- Юбилейная медаль «В память 350-летия Иркутска» (знак общественного поощрения Иркутской области);
- Благодарственое письмо Президента ISOCARP (Международное общество городских и региональных планировщиков) Milica Bajic-Brkovic and Вице-президента ISOCARP Jeremy Dawkins за участие в 48-м Международном конгрессе ISOCARP (2012);
- Медаль Союза архитекторов России «За выдающийся вклад в архитектурное образование» им. Жолтовского (2015)[5];
- Диплом первой степени XXVI Международного конкурса выпускных квалификационных работ по архитектуре, дизайну и искусству за монографию «Градостроительная политика в СССР (1917—1929). От города сада к ведомственному рабочему поселку» (2017)[24].

## Публикации
Опубликовал 600 научных и научно-методических работ, 25 монографий.

### Учебники и монографии
1. Социальные основы архитектурно-градостроительного проектирования. История государственной организации профессии архитектора в СССР 1917—1941 гг.: Учебное пособие. — Иркутск : Изд-во ИрГТУ, 2002.
2. Биография профессии. Очерки истории государственной организации профессии архитектора в СССР 1917—1941 гг. — Иркутск : Изд-во ИрГТУ, 2002.
3. Биография профессии. Очерки истории жилищной политики в СССР и её реализация в архитектурном проектировании. 1917—1941 гг. — Иркутск : Изд-во ИрГТУ, 2003.
4. Как власть народ к труду приучала: Жилище в СССР — средство управления людьми. 1917—1941 гг. — Stuttdart : Ibidem-Verlag, 2005.
5. Квадратные метры, определяющие сознание: государственная жилищная политика в СССР. 1921—1941 гг. — Stuttdart : Ibidem-Verlag, 2005.
6. Иркутск — середина земли: Годы. Свершения. Судьбы — Хабаровск. Приамурские ведомства. — 2005.
7. Социалистический город: формирование городских общностей и советская жилищная политика в 1930-е гг. / Советская социальная политика 1920—1930-х годов: идеология и повседневность. — М. : ООО «Вариант», ЦГСПИ, 2007. — С. 432.
8. Рождение и смерть жилищной кооперации: жилищная политика в СССР. 1924—1937 гг. (социально-культурный и социально-организационный аспекты). — Иркутск : Изд-во ИрГТУ, 2004. — С. 272.
9. Рождение и смерть города-сада: градостроительная политика в СССР. 1917—1926 гг. (от идеи поселения-сада к советскому рабочему поселку). — Иркутск : Изд-во ИрГТУ, 2008.
10. Рождение и смерть жилищной кооперации: жилищная политика в СССР. 1924—1937 гг. (социально-культурный и социально-организационный аспекты). — Иркутск : Изд-во ИрГТУ, 2004.
11. Ассимиляция производства. По материалам книги Л. Самуэльсона «Красный колосс» / Правда Виктора Суворова-2. Восстанавливая историю Второй Мировой / Сост. Д. Хмельницкий. — М. : Яуза-пресс, 2007.
12. Наказание жилищем: жилищная политика в СССР как средство управления людьми (1917—1937 годы). — М. : Российская политическая энциклопедия (РОССПЭН); Фонд Первого Президента России Б. Н. Ельцина, 2008.
13. Меерович М. Г., Конышева Е. В., Хмельницкий Д. С. Кладбище соцгородов: градостроительная политика в СССР (1928—1932 гг.). — Российская политическая энциклопедия (РОССПЭН); Фонд «Президентский центр Б. Н. Ельцина», 2011.
14. Социалистическое расселение: теория и практика / Город в зеркале генплана: панорама градостроительных проектов в российской провинции XVIII — начала XXI веков / под ред. Е. В. Конышевой, С. А. Баканова, Л. В. Никитина. — Челябинск : Изд-во ЧГПУ.
15. Социалистический город — уникальный тип градостроительной системы в условиях советской государственности / Город в зеркале генплана: панорама градостроительных проектов в российской провинции XVIII — начала XXI веков / под ред. Е. В. Конышевой, С. А. Баканова, Л. В. Никитина. — Челябинск : Изд-во ЧГПУ, 2006.
16. La città socialista e il nuovo uomo sovietico. Un modello di società artificiale / Naturaleartificiale. Il palinsesto urbano. — Bergamo : Lubrina Editore. — P. 240.
17. Административно-хозяйственное районирование страны в 1920—1930-х годах — основа градостроительной политики советского государства / Советское градостроительство 1920—1930-х годов: Новые исследования и материалы / Сост. и отв. ред. Ю. Л. Косенкова. — М. : Книжный дом, 2010.
18. Комплексная реконструкция квартала 130 в г. Иркутске / Архитектура изменяющейся России: Состояние и перспективы / Отв. ред. Бондаренко И. А. — М.: КомКнига, 2011—464 с., С. 334—356. (раздел коллективной монографии).
19. Эрнст Май и проектирование соцгородов в годы первых пятилеток (на примере Магнитогорска). / Е. В. Конышева, М. Г. Меерович — М.: ЛЕНАНД, 2012—224 с.
20. «Istoriografia sovietică nu a recunoscut niciodată că politica locativă de stat era cauza principală a crizei locative din URSS» / Intelighenţia rusă azi. Interviuri, discuţii, polemici despre Rusia de ieri și de azi / Vasile Ernu; cop.: Vitalie Coroban. — Ch.: Cartier, 2012 (Combinatul Poligr.). — 364 p., P. 155—181. (на румынском языке) (раздел коллективной монографии).
21. Массовое жилище соцгородов-новостроек первой пятилетки / Военно-исторический альманах Виктора Суворова. Выпуск 1 / В. Суворов и др. — М.: ООО «Издательство „Добрая книга“», 2012. — 400 с., С. 198—245 (раздел коллективной монографии).
22. Mark Meerovič / Evgenija Konyševa «Linkes Ufer, rechtes Ufer» Ernst May und die Planungsgeschichte von Magnitogorsk 1930—1933) Berlin, 2013. — 254 с.
23. Меерович М. Постфордизм. Концепции, институты, практики. — 2015. — ISBN 978-5-8243-1995-8.
24. Меерович М., Шрагина Л. Технология творческого мышления. — Альпина Паблишер, 2016. — ISBN 978-5-9614-5452-9.
25. Меерович М. Градостроительная политика в СССР (1917—1929). От города-сада к ведомственному рабочему поселку. — М.: Новое литературное обозрение, 2017. — 352 с.: ил. 2-е изд. — (Серия: Studia urbanica). ISBN 978-5-4448-0624-1. + рецензия Антона Валерьевича Городничева.
26. Градостроительная политика в СССР (1917—1929). От города-сада к ведомственному рабочему поселку. — Новое литературное обозрение: 2018. — 352 с. — ISBN 978-5-4448-0785-9.